# Akash Bashir
Akash Bashir (22 de junho de 1994 – 15 de março de 2015) foi um leigo paquistanês e ex-aluno do Instituto Técnico Dom Bosco em Lahore, Paquistão. Em dezembro de 2014, juntou-se à equipa de segurança encarregada de proteger a Igreja de São João em Lahore, no bairro predominantemente cristão de Youhanabad. No domingo, 15 de março de 2015, bloqueou um homem-bomba que estava prestes a entrar na igreja. O homem-bomba detonou sua bomba fora da igreja, matando os dois. Em janeiro de 2022, foi nomeado Servo de Deus pelo Papa Francisco, e foi aberta a causa de sua beatificação.
Bashir nasceu na aldeia de Risalpur. Estudou nas escolas salesianas do Paquistão, em Youhanabad, bairro cristão da cidade de Lahore. Em 2014 foi voluntário como segurança da Igreja de São João.
Em 15 de março de 2015, dois homens-bomba foram à Igreja de São João e à Igreja de Cristo da Igreja do Paquistão. Bashir, que naquele dia guardava a Igreja de São João, parou o homem-bomba na porta. O homem-bomba detonou a bomba, matando Bashir e outras duas pessoas. Mais ou menos na mesma época, uma bomba explodiu na Igreja de Cristo da Igreja do Paquistão. Dezessete pessoas morreram e cerca de 70 ficaram feridas. O grupo terrorista Tehreek-e-Taliban Paquistão Jamaatul Ahrar posteriormente assumiu a responsabilidade pelos ataques.
Em 31 de janeiro de 2022, o processo de beatificação de Akash Bashir foi introduzido pela Arquidiocese de Lahore. O Papa Francisco designou Bashir como servo de Deus. Ele é o segundo Servo de Deus nativo do Paquistão na história da Igreja Católica no Paquistão, depois do martirizado político católico Clement Shahbaz Bhatti, assassinado em 2011.